# Itabirito (ort)
Itabirito är en ort i Brasilien.   Den ligger i kommunen Itabirito och delstaten Minas Gerais, i den sydöstra delen av landet, 700 km sydost om huvudstaden Brasília. Itabirito ligger 852 meter över havet och antalet invånare är 39 452.
Terrängen runt Itabirito är kuperad åt nordväst, men åt sydost är den platt. Itabirito ligger nere i en dal. Det finns inga andra samhällen i närheten.
Omgivningarna runt Itabirito är huvudsakligen savann. Runt Itabirito är det ganska glesbefolkat, med 34 invånare per kvadratkilometer.